# Ruma
Ruma (en serbio Рума) es una ciudad y un municipio situado en la provincia de Vojvodina, al norte de Serbia. En 2011 el municipio contaba con 54 141 habitantes, de los cuales 29 969 vivían en la capital.

## Historia
El lugar que ocupa el municipio ha estado habitado desde la Prehistoria, habiéndose encontrado yacimientos importantes datados en la Edad del Bronce cerca de la localidad de Hrtkovci, incluidas dos tumbas de la cultura Bosut del siglo IX a. C. y restos cerámicos de la cultura de Vučedol datados en torno al año 3.000 a. C. El lugar fue sucesivamente habitado por tribus ilirias y celtas hasta su conquista por parte del Imperio romano, que destruyeron los asentamientos precedentes pero fundaron diversas villas (villae rusticae).
Las villas romanas fueron destruidas debido a invasiones hunas, germanas, ávaras y eslavas, y con ellas desapareció la cultura latina. Durante la Edad Media la región fue disputada por diversos imperios, gobernándola francos, búlgaros, bizantinos y húngaros.
La primera vez que se menciona el actual asentamiento en Ruma es en torno al año 1566, en fuentes otomanas, concretamente en un defter o documento de registro. En aquella época Ruma, a la luz del documento, debió de ser una pequeña aldea de apenas 49 casas y una iglesia habitada por serbios.
En 1718 pasó a la administración de los Habsburgo, que fundaron una nueva población cerca de la aldea existente, germen de la actual ciudad. Esta localidad fue habitada por serbios venidos de las aldeas cercanas y por alemanes llegados desde el Sacro Imperio Romano Germánico. A comienzos del siglo XIX la sociedad local se enriqueció con la llegada de croatas y húngaros. En 1807 tuvo lugar una rebelión de los campesinos de Sirmia conocida como la rebelión de Tican, que comenzó en Voganj, cerca de Ruma. Posteriormente, durante las revoluciones de 1848, Ruma fue un importante centro de los nacionalistas serbios de Sirmia. Para 1910 22.956 de los 49.138 habitantes de la ciudad hablaban serbio, mientras que 15.529 hablablan alemán, 5.746 húngaro y 3.730 croata.
En 1918, tras la caída de los Habsburgo, el senado de Sirmia votó la integración en el Reino de Serbia, y ha quedado integrada en los sucesivos Estados serbios, incluida la antigua Yugoslavia, con la excepción de la invasión alemana de Sirmia entre 1942 y 1944. En 1933 Ruma obtuvo el título de ciudad.

## Localidades
| Mapa municipal | Mapa municipal | Mapa municipal | |
| -------------- | -------------- | -------------- | --- |
| Mapa municipal | Mapa municipal | Mapa municipal | Localidades - Buđanovci - Vitojevci - Voganj - Grabovci - Dobrinci - Donji Petrovci - Žarkovac - Klenak - Kraljevci - Mali Radinci - Nikinci - Pavlovci - Platičevo - Putinci - Ruma, cabeza municipal. - Stejanovci - Hrtkovci |

## Geografía humana
División de la población humana de la ciudad de Ruma por nacionalidades:

## Política
El municipio de Ruma cuenta con 43 concejales. Los resultados de las elecciones serbias de 2008 en Ruma fueron los siguientes:
| Partido                                                                   | Concejales |
| ------------------------------------------------------------------------- | ---------- |
| Coalición Por una Serbia europea                                          | 20         |
| Lista «¡Adelante, Serbia!»                                                | 8          |
| Partido Demorático de Serbia - Nueva Serbia                               | 6          |
| Partido Radical Serbio                                                    | 4          |
| Partido Socialista de Serbia - Parti de los Pensionistas Unidos de Serbia | 3          |
| Lista «Coalición por el municipio de Ruma»                                | 2          |